# Warren Chiasson
Warren Chiasson (* 17. April 1934 in Cheticamp, Nova Scotia) ist ein  kanadischer Jazz-Vibraphonist, Pianist und Komponist.

## Leben und Wirken
Chiasson wuchs in Sydney (Nova Scotia) auf, hatte zunächst Violinunterricht und lernte dann Gitarre, Klavier und Posaune. Er studierte an der Saint Francis Xavier University in Antigonish und am Musikkonservatorium in Halifax. Zwischen 1954 und 1959 war er als Zeitsoldat Mitglied der Royal Canadian Artillery Bands in Halifax; daneben spielte er von 1957 bis 1959 auch in den Orchestern des CBC Halifax. Auf dem Vibraphon ist er in erster Linie Autodidakt, hatte aber 1959 kurz Unterricht bei Lennie Tristano und George Russell, als er nach New York City kam.
Chiasson war von 1959 bis 1961 als Vibraphonist in der Gruppe von George Shearing tätig (sowie zwischen 1972 und 1974).Danach gründete er eine eigene Formation. Er war auch bei Broadway-Shows als Musiker tätig und spielte außerdem mit Eric Dolphy, Chet Baker, Les McCann and Tal Farlow. 1962 wirkte er bei Gunther Schullers Konzert Perspectives of New Music in der Carnegie Hall mit und arbeitete außerdem in den Orchestern von Buddy Morrow, Lee Castle, Vaughn Monroe und Sammy Kaye, 1964/65 in der Hausband der New Yorker Weltausstellung. Ende der 1960er Jahre spielte er als Perkussionist in dem Broadway-Musical Hair. In dieser Zeit arbeitete er auch mit Bill Dixon und Grachan Moncur III und leitete eine Formation mit Jimmy Garrison, Sonny Brown und Arnie Lawrence.
1972 spielte er erneut bei Shearing und nahm auch ein erstes Album unter eigenem Namen auf (Quartessence), spielte außerdem mit Chet Baker (1974). Im folgenden Jahr ging er mit der Sängerin Roberta Flack auf Tournee und trat als Solist im New Yorker Jazzclub Gregory’s auf. Ansonsten arbeitete seit den 1970er Jahren als freischaffender Musiker unter anderem mit Frank Strozier, Lee Konitz, Joe Farrell, Jim Hall, Jimmy Raney, Chuck Wayne, Joe Puma, Dick Garcia und Gene Bertoncini. 1977 veröffentlichte er ein Album mit Kurt-Weill-Interpretationen.
1984 wirkte Chiasson bei dem B.B. King Album Blues ’n Jazz mit, das mit dem  Grammy Award ausgezeichnet wurde. 1988 sprang er für Lionel Hampton bei einer Neu-Aufführung des legendären Carnegie Hall-Konzerts 1938 von Benny Goodman ein. In den 1980er- und 1990er-Jahren arbeitete Chiasson als Solo-Pianist. Zwischen 1958 und 1997 verzeichnete Tom Lord 43 Aufnahmen von ihm.
1977/78 weilte er als Artist in Residence an der Saint Mary’s University in Halifax. Er gab zahlreiche Workshops an verschiedenen Hochschulen in Kanada und den USA, verfasste das Lehrbuch The Contemporary Vibraphonist sowie einige Kompositionen, wie Bossa Nova Scotia, Ultramarine und Bravel.

## Diskographische Hinweise
- Quartessence (Van Los Records, 1972)
- Good Vibes for Kurt Weill (Audiophile Records, 1977)
- Point Counterpoint (Empathy Records, 1986)

## Lexigrafische Einträge
- Canadian Encyclopedia (Eintrag)
- Richard Cook, Brian Morton: The Penguin Guide to Jazz Recordings. 8. Auflage. Penguin, London 2006, ISBN 0-14-102327-9.
- Leonard Feather, Ira Gitler: The Biographical Encyclopedia of Jazz. Oxford University Press, New York 1999, ISBN 0-19-532000-X.